# Rio Pendé
O rio Pendé é um rio na África Central. Nasce em Ouham-Pendé na República Centro-Africana e corre para norte, formando uma pequena parte da fronteira internacional entre a República Centro-Africana e o Chade. Desagua no rio Logone, perto de Kim.

## Hidrometria
O caudal do rio foi observado ao longo de 28 anos (1947–75) em Doba, localidade no Chade a cerca de 70 km a montante da foz no Logone. O caudal médio foi 128 m³/s drenando uma área de 14.300 km², a maior parte da bacia.
Caudal médio do rio Pendé na estação hidrométrica de Doba (m³/s )
(Período 1947–75)